# Dalboșeț

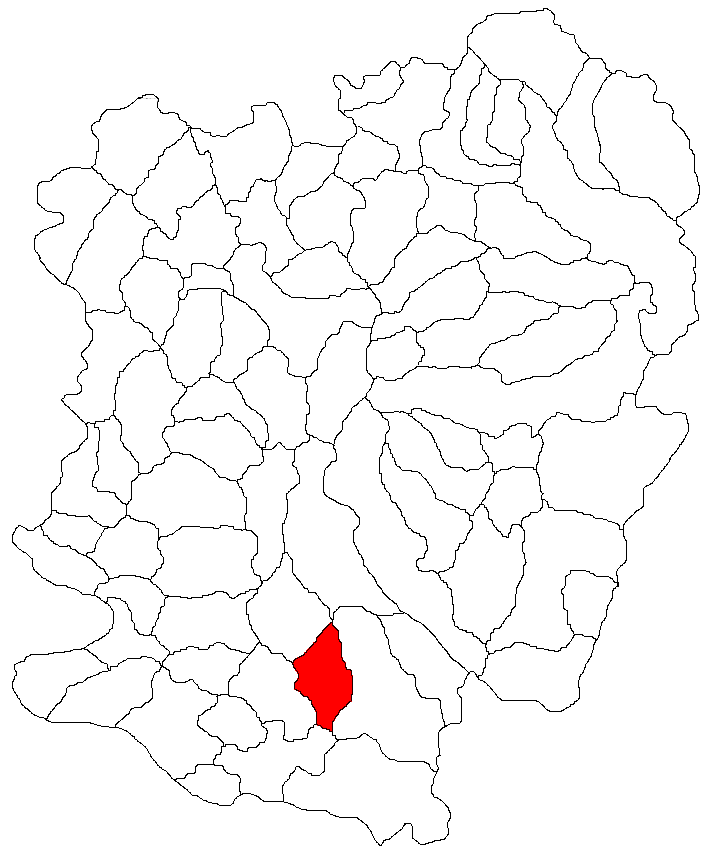
Lage der Gemeinde Dalboșeț im Kreis Caraș-Severin

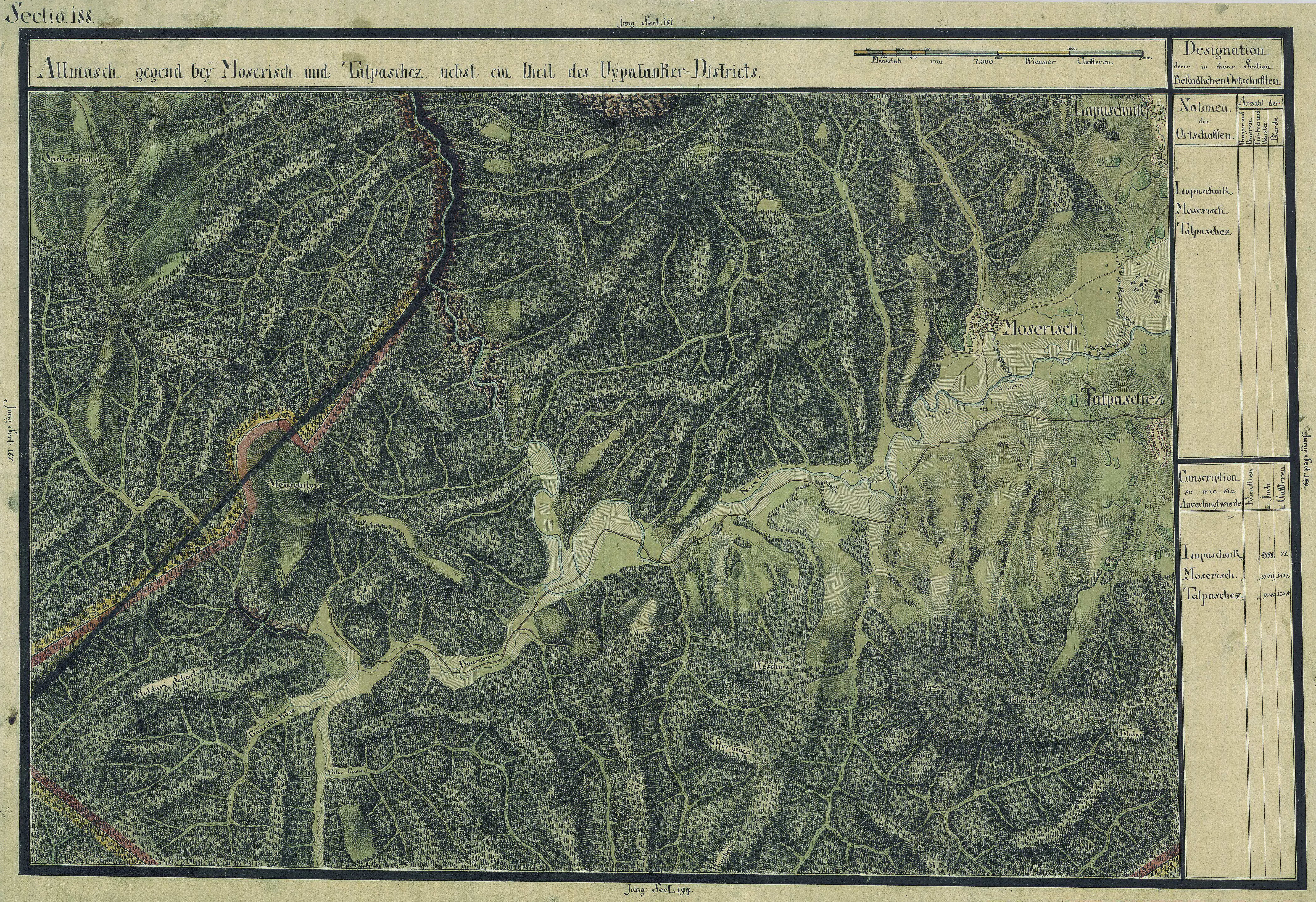
Dalboșeț auf der Josephinischen Landaufnahme

Dalboșeț (deutsch Dalboschetz, Talpaschez, ungarisch Dalbosec, Dalbosfalva) ist eine Gemeinde im Kreis Caraș-Severin, in der Region Banat, im Südwesten Rumäniens. Zu der Gemeinde Dalboșeț gehören auch die Dörfer Bârz, Boina, Boinița, Prislop, Reșița Mică und Șopotu Vechi.

## Geografische Lage
Dalboșeț liegt im Süden des Kreises Caraș-Severin, an der Kreisstraße DJ 571B, in 11 km Entfernung von Bozovici und 77 km von Reșița.

## Nachbarorte
| Nationalpark Cheile Nerei-Beușnița | Lăpușnicu Mare                              | Bozovici      |
| Moceriș                            | Kompassrose, die auf Nachbargemeinden zeigt | Gârbovăț      |
| Târnova                            | Șopot                                       | Almăj-Gebirge |

## Geschichte
Im Laufe der Jahrhunderte traten verschiedene Schreibweisen des Ortsnamens in Erscheinung: 1607 Delbocziecz, 1690–1700 Delboczecz, 1774 Talposac, 1828 Dalbosecz.
Eine erste urkundliche Erwähnung von Dalboczier stammt aus dem Jahr 1607, anlässlich einer Schenkungsurkunde des siebenbürgischen Fürsten Sigismund I. Rákóczi an Simion Lody und dessen Frau, als die Ortschaft von Slaven bewohnt war.
Auf der Josephinischen Landaufnahme von 1717 ist Talpaschez eingetragen. Nach dem Frieden von Passarowitz (1718) war die Ortschaft Teil der Habsburger Krondomäne Temescher Banat.
Von 1740 bis 1780 Teil der Banater Militärgrenze. Talpaschez war Sitz einer Kompanie des Walachisch-Illyrischen Grenzinfanterie-Regiments Nr. 13, zu der auch Șopotu Vechi, Lăpușnicu Mare, Moceriș und Ravensca gehörten.
Der Vertrag von Trianon am 4. Juni 1920 hatte die Dreiteilung des Banats zur Folge, wodurch Dalboșeț an das Königreich Rumänien fiel.

## Bevölkerungsentwicklung
| 1880 | 3435 | 3387 | 1  | 30 | 17            |
| 1910 | 3899 | 3795 | 22 | 27 | 55            |
| 1930 | 3540 | 3488 | -  | 11 | 41            |
| 1977 | 2379 | 2377 | -  | 1  | 1             |
| 2002 | 1919 | 1899 | 2  | 3  | 15            |
| 2011 | 1650 | 1558 | -  | -  | 65            |
| 2021 | 1364 | 1246 | -  | -  | 118 (27 Roma) |